# NHL 1963/64
Die NHL-Saison 1963/64 war die 47. Spielzeit in der National Hockey League. Sechs Teams spielten jeweils 70 Spiele. Den Stanley Cup gewannen die Toronto Maple Leafs nach einem 4:3-Erfolg in der Finalserie gegen die Detroit Red Wings zum dritten Mal in Folge. Gordie Howe setzte sich mit 545 Toren an die Spitze aller NHL-Torschützen. Im selben Spiel wie Howe brach auch Goalie Terry Sawchuk den Rekord mit seinem Shutout Nummer 94. Held der Finals wurde Torontos Verteidiger Bob Baun. In Spiel 6 wurde er vom Puck getroffen und musste auf einer Trage vom Eis getragen werden. Baun kehrte zurück und entschied das Spiel in Overtime. An Spiel 7 (4:0 für Toronto) nahm er auch teil. Bereits danach zeigte die Röntgenuntersuchung Knöchelbruch.

## Reguläre Saison

### Abschlusstabelle
Abkürzungen: W = Siege, L = Niederlagen, T = Unentschieden, GF= Erzielte Tore, GA = Gegentore, Pts = Punkte
|                     | W  | L  | T  | GF  | GA  | Pts |
| ------------------- | -- | -- | -- | --- | --- | --- |
| Montréal Canadiens  | 36 | 21 | 13 | 209 | 167 | 85  |
| Chicago Black Hawks | 36 | 22 | 12 | 218 | 169 | 84  |
| Toronto Maple Leafs | 33 | 25 | 12 | 192 | 172 | 78  |
| Detroit Red Wings   | 30 | 29 | 11 | 191 | 204 | 71  |
| New York Rangers    | 22 | 38 | 10 | 186 | 242 | 54  |
| Boston Bruins       | 18 | 40 | 12 | 170 | 212 | 48  |

### Beste Scorer
Abkürzungen: GP = Spiele, G = Tore, A = Assists, Pts = Punkte
| Spieler       | Team               | GP | G  | A  | Pts |
| ------------- | ------------------ | -- | -- | -- | --- |
| Stan Mikita   | Chicago            | 70 | 39 | 50 | 89  |
| Bobby Hull    | Chicago            | 70 | 43 | 44 | 87  |
| Jean Béliveau | Montreal           | 68 | 28 | 50 | 78  |
| Andy Bathgate | NY Rangers/Toronto | 71 | 19 | 58 | 77  |
| Gordie Howe   | Detroit            | 69 | 26 | 47 | 73  |
| Kenny Wharram | Chicago            | 70 | 39 | 32 | 71  |
| Murray Oliver | Boston             | 70 | 24 | 44 | 68  |
| Phil Goyette  | NY Rangers         | 67 | 24 | 41 | 65  |
| Rod Gilbert   | NY Rangers         | 70 | 24 | 40 | 64  |
| Dave Keon     | Toronto            | 70 | 23 | 37 | 60  |

## Stanley-Cup-Playoffs
|  | Halbfinale | Halbfinale            | Halbfinale |  |  | Stanley-Cup-Finale | Stanley-Cup-Finale  | Stanley-Cup-Finale |
|  |            |                       |            |  |  |                    |                     |                    |
|  |            |                       |            |  |  |                    |                     |                    |
|  | 1          | Canadiens de Montréal | 3          |  |  |                    |                     |                    |
|  | 3          | Toronto Maple Leafs   | 4          |  |  |                    |                     |                    |
|  |            |                       |            |  |  | 3                  | Toronto Maple Leafs | 4                  |
|  |            |                       |            |  |  | 4                  | Detroit Red Wings   | 3                  |
|  | 2          | Chicago Black Hawks   | 3          |  |  |                    |                     |                    |
|  | 4          | Detroit Red Wings     | 4          |  |  |                    |                     |                    |
|  |            |                       |            |  |  |                    |                     |                    |

## NHL-Auszeichnungen
| Art Ross Trophy:              | Gordie Howe, Detroit Red Wings         |
| Calder Memorial Trophy:       | Jacques Laperrière, Montréal Canadiens |
| Hart Memorial Trophy:         | Jean Béliveau, Montréal Canadiens      |
| Lady Byng Memorial Trophy:    | Kenny Wharram, Chicago Black Hawks     |
| Vezina Trophy:                | Charlie Hodge, Montréal Canadiens      |
| James Norris Memorial Trophy: | Pierre Pilote, Chicago Black Hawks     |